# أتلتيكو جونيور

علم نادي أتلتيكو جونيور

أتلتيكو جونيور (بالإسبانية: .Club Deportivo Popular Junior Fútbol Club S.A)‏ يعرف اختصاراً بـ"جونيور" هو نادي كرة قدم كولومبي مقره في بارانكويلا. تم تأسيس النادي في 7 أغسطس 1924. يلعب الفريق مبارياته البيتية على ملعب متروبوليتانو روبيرتو ميلينديز. فاز ببطولة الدوري الممتاز 7 مرات وقد بلغ المربع الذهبي من كوبا ليبرتادوريس 1994.

## وصلات خارجية
- الموقع الرسمي